# Philippe VII de Waldeck
Le comte Philippe VII de Waldeck-Wildungen (25 novembre 1613 à Alt-Wildungen – 24 février 1645 à Tábor en Bohême) est le second fils aîné survivant du comte Christian de Waldeck-Wildungen (1585-1637) et de son épouse Élisabeth de Nassau-Siegen (1584-1661).
En 1638, Philippe VII succède à son père comme comte de Waldeck-Wildungen. Son jeune frère Jean (1623-1668) est comte de Waldeck-Landau.

## Mariage et descendance
Il est marié à Anne-Catherine de Sayn-Wittgenstein (1610 – 1er décembre 1650). Ils ont les enfants suivants :
- Christian-Louis de Waldeck (29 juillet 1635 – 12 décembre 1706), comte de Waldeck-Wildungen ; marié à Anne-Élisabeth de Rappoltstein (1644-1678) puis à Jeannette de Nassau-Idstein (1657-1733).
- Josias II de Waldeck-Wildungen (31 juillet 1636 – 16 juillet 1669, tué au cours du Siège de Candie) ; marié à Wilhelmine-Christine de Nassau-Siegen.
- Élisabeth-Julienne (1er août 1637 – 20 mars 1707), épouse Henri Wolrad de Waldeck-Eisenberg (1642-1664).
- Anne-Sophie (1er janvier 1639 – 3 octobre 1646).
- Jeanne (30 septembre 1639 – 2 octobre 1639).
- Philippine (5 novembre 1643 – 3 août 1644).